# Helius
Helius är ett släkte av tvåvingar som beskrevs av Amédée Louis Michel Lepeletier och Jean Guillaume Audinet Serville 1828. Helius ingår i familjen småharkrankar.

## Dottertaxa tillHelius, i alfabetisk ordning[1][2]
- Helius abnormalis
- Helius acanthostyla
- Helius aciferus
- Helius aka
- Helius albitarsis
- Helius albogeniculatus
- Helius alluaudi
- Helius allunga
- Helius amplus
- Helius anaemicus
- Helius anamalaiensis
- Helius angustalbus
- Helius aphrophilus
- Helius apicalis
- Helius apoensis
- Helius apophysalis
- Helius araucariae
- Helius arcuarius
- Helius argyrosternus
- Helius arunachalus
- Helius ata
- Helius atroapicalis
- Helius attenuatus
- Helius auranticolor
- Helius barbatus
- Helius bicolor
- Helius bifurcus
- Helius bigeminatus
- Helius bitergatus
- Helius boops
- Helius brachyphallus
- Helius brevinasus
- Helius brevioricornis
- Helius brevisector
- Helius brunneus
- Helius cacoxenus
- Helius calviensis
- Helius camerounensis
- Helius capensis
- Helius capniopterus
- Helius catreus
- Helius cavernicolus
- Helius chikurinensis
- Helius chintoo
- Helius communis
- Helius comoreanus
- Helius compactus
- Helius connectus
- Helius copiosus
- Helius corniger
- Helius costofimbriatus
- Helius costosetosus
- Helius creper
- Helius ctenonycha
- Helius dafla
- Helius darlingtonae
- Helius deentoo
- Helius destitutus
- Helius devinctus
- Helius diacanthus
- Helius dicroneurus
- Helius diffusus
- Helius distinervis
- Helius dolichorhynchus
- Helius dugaldi
- Helius edwardsianus
- Helius eremnophallus
- Helius euryphallus
- Helius fasciventris
- Helius fenestratus
- Helius ferruginosus
- Helius flavidibasis
- Helius flavipes
- Helius flavitarsis
- Helius flavus
- Helius fragosus
- Helius franckianus
- Helius fratellus
- Helius fulani
- Helius fulvithorax
- Helius fumicosta
- Helius fuscoangustus
- Helius fuscofemoratus
- Helius garcianus
- Helius gibbifer
- Helius glabristylatus
- Helius gorokanus
- Helius gracilirostris
- Helius gracillimus
- Helius graphipterus
- Helius guttulinus
- Helius haemorrhoidalis
- Helius harrisi
- Helius hatschbachi
- Helius hispanicus
- Helius hova
- Helius impensus
- Helius imperfectus
- Helius inconspicuus
- Helius indivisus
- Helius inelegans
- Helius ineptus
- Helius infirmus
- Helius invariegatus
- Helius invenustipes
- Helius iris
- Helius japenensis
- Helius kambangani
- Helius kambanganoides
- Helius larotypa
- Helius lectus
- Helius leucoplaca
- Helius lienpingensis
- Helius liguliferus
- Helius liliputanus
- Helius lobuliferus
- Helius longinervis
- Helius longirostris
- Helius luachimoensis
- Helius luniger
- Helius mainensis
- Helius malagasicus
- Helius manueli
- Helius matilei
- Helius medleri
- Helius melanolithus
- Helius melanophallus
- Helius melanosoma
- Helius mesolineatus
- Helius mesorhynchus
- Helius micracanthus
- Helius mimicans
- Helius mirabilis
- Helius mirandus
- Helius mirificus
- Helius mirus
- Helius monticola
- Helius morosus
- Helius mouensis
- Helius multivolus
- Helius murreensis
- Helius myersiellus
- Helius nawaianus
- Helius neocaledonicus
- Helius nigricapella
- Helius nigriceps
- Helius nigrofemoratus
- Helius nimbus
- Helius nipponensis
- Helius niveitarsis
- Helius numenius
- Helius obliteratus
- Helius obsoletus
- Helius oxystylus
- Helius pallens
- Helius pallidipes
- Helius pallidissimus
- Helius pallirostris
- Helius panamensis
- Helius papuanus
- Helius paramorosus
- Helius parvidens
- Helius patens
- Helius pauperculus
- Helius pavoninus
- Helius pentaneura
- Helius perelegans
- Helius perflavens
- Helius perlongatus
- Helius perpallidus
- Helius pervenustus
- Helius phasmatis
- Helius pictus
- Helius plebeius
- Helius pluto
- Helius polionotus
- Helius procerus
- Helius productellus
- Helius protumidus
- Helius quadrifidus
- Helius quadrivena
- Helius rectispina
- Helius rectus
- Helius regius
- Helius reticularis
- Helius rostratus
- Helius rubicundus
- Helius rufescens
- Helius rufithorax
- Helius sanguinolentus
- Helius scabiosus
- Helius schildi
- Helius selectus
- Helius serenus
- Helius setigerus
- Helius sigillatus
- Helius simulator
- Helius spinteris
- Helius stenorhynchus
- Helius stolidus
- Helius subanaemicus
- Helius subarcuarius
- Helius subfasciatus
- Helius submorosus
- Helius subobsoletus
- Helius subpauperculus
- Helius subreticulatus
- Helius tantalus
- Helius tanyrhinus
- Helius taos
- Helius tenuirostris
- Helius tenuistylus
- Helius tetracradus
- Helius tienmuanus
- Helius tonaleah
- Helius trianguliferus
- Helius tshinta
- Helius unicolor
- Helius uniformis
- Helius venustissimus
- Helius venustus
- Helius verticillatus
- Helius vitiensis
- Helius yindi